# Àcid arsanílic
L'àcid arsanílic (en anglès:Arsanilic acid o aminophenyl arsenic acid o aminophenyl arsonic acid), és un compost organoarsènic, un derivat amino de l'àcid fenilarsònic que té la posició del grup amina en la 4-posició.
Una pols cristal·lina,sal sòdica, introduïda a finals del segle xix sota el nom d'atoxil (atoxyl) es feia servir a principis del segle XX en injeccions om la primera droga arseniada, tanmateix aviat es va demostrar que era massa tòxica pels humans.
L'àcid arsalànic es va usar molt en veterinària per prevenir o tractar la disenteria en aviram i porcins. El 2013, la seva aprovació per a ús veterinari als Estats Units va ser voluntàriament rebutjada pels seus productors.Paul Ehrlich i la seva visió de la quimioteràpia va tenir gran influència en l'ús de l'àcid arsalànic.

## Química
La síntesi original reacciona anilina amb àcid arsènic:
C₆H₅NH₂ + H₃AsO₄ → H₂O₃AsC₆H₄NH₂ + H₂O

## Història
L'ús d'arsènic i compostos arsenicals inorgànics data de, com a mínim, 2000 anys a.C. com a medicina i com verí. Durant el segle xix els arsenicals inorgànics van ser medicines preeminents, per exemple, l solució de Fowler, contra diverses malalties.
L'any 1859, a França, quan es desenvolupaven tints d'anilina, Antoine Béchamp sintetitzà un producte química que identificà incorrectament com anilida d'àcid arsènic. Béchamp va informar que era de 40 a 50 vegades menys tòxic que l'àcid arsènic, i el va anomenar Atoxyl, sent la primera droga arsenical orgànica que es va produir.
El 1905, H W Thomas i A Breinl informaren d'un tractament amb èxit de la malaltia de la son (tripanosomiasis) en animals i aconsellaren un tractament també en humans amb l'Atoxyl. Això va tenir una influència en l'extensió de la colonització britànica de les zones africanes amb tripanosomiasi la qual matava els animals de la ramaderia introduïda